# Brousse du Rove

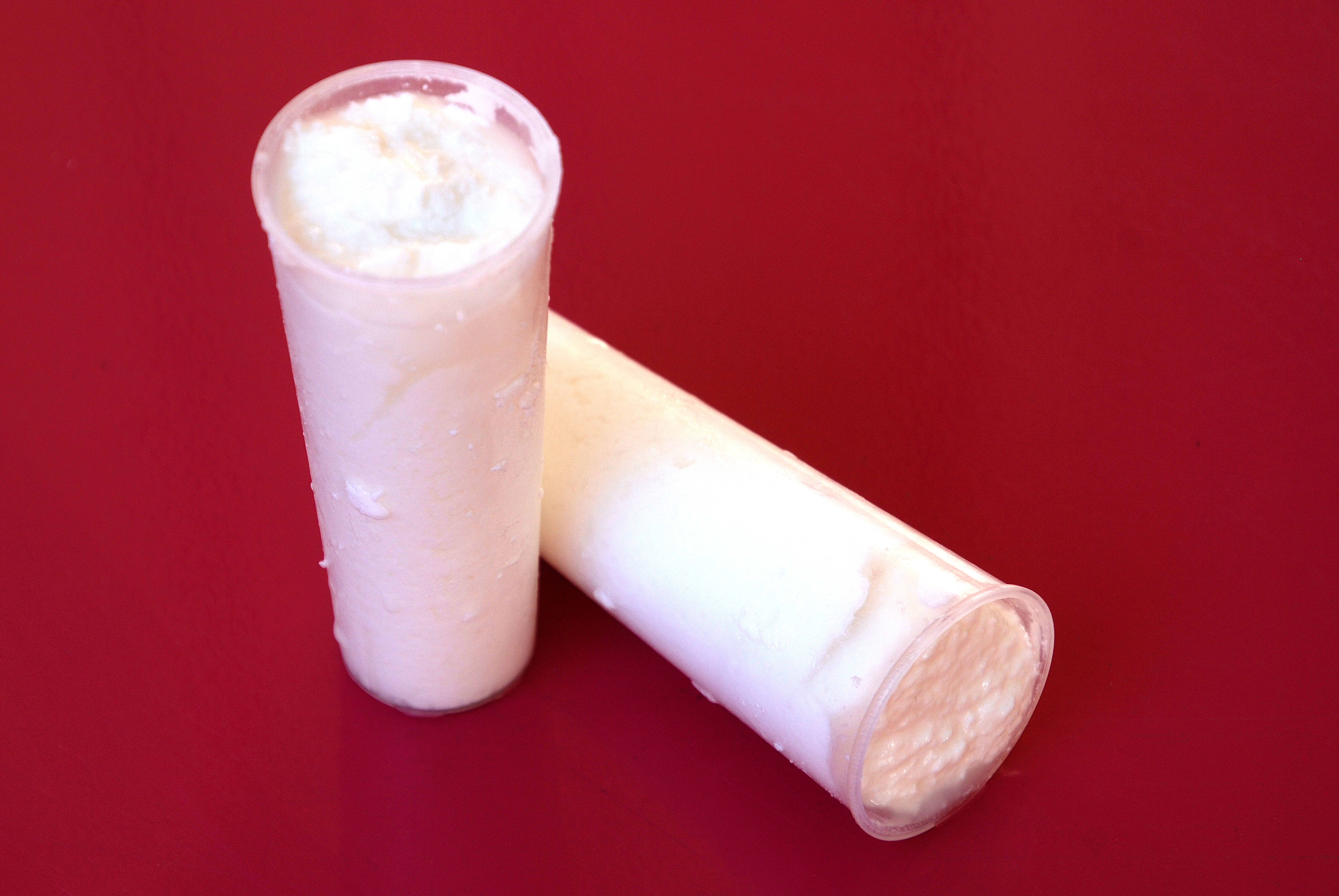
Brousse du Rove im typischen Becher

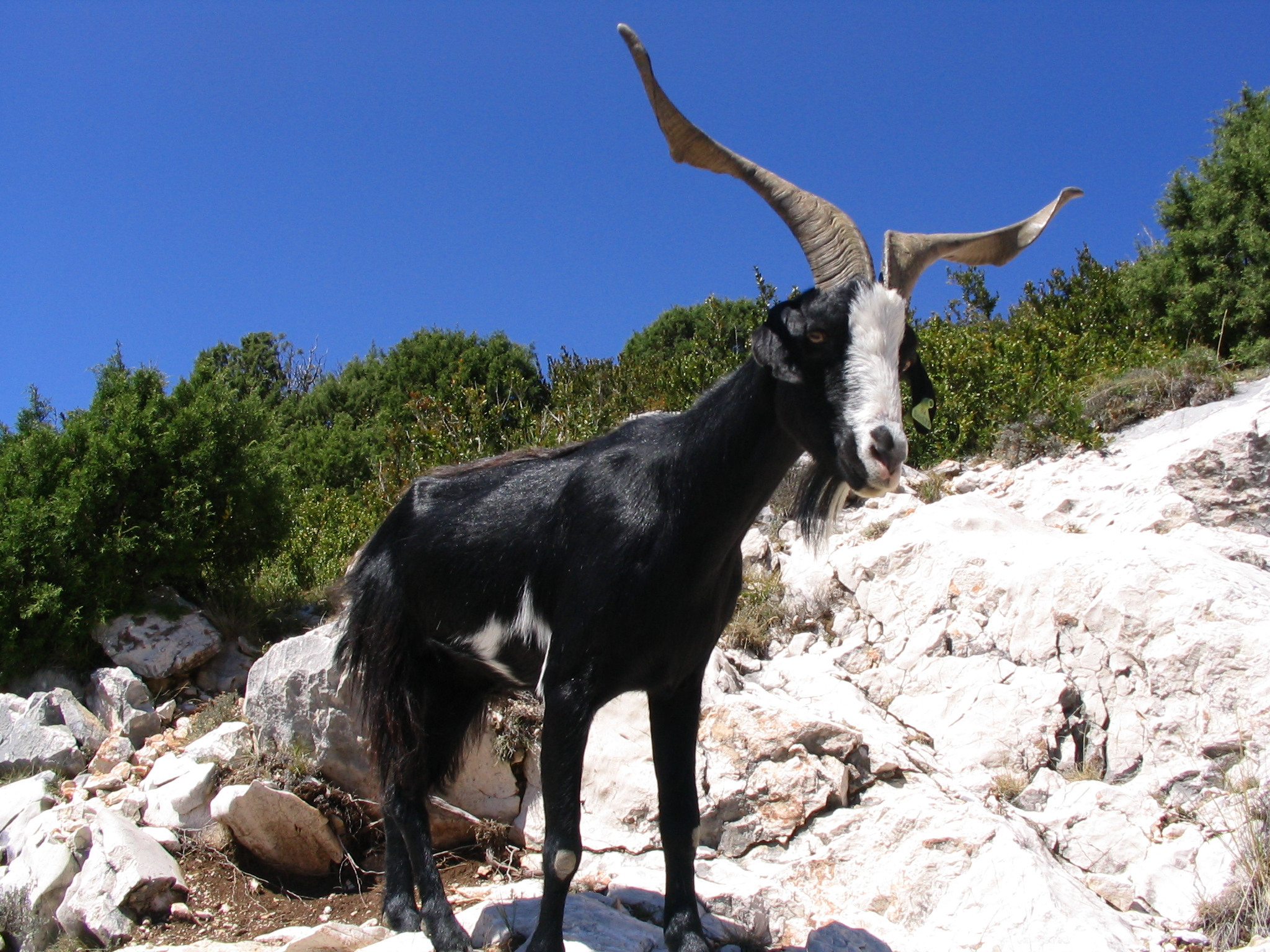
Rove-Ziege

Die Brousse du Rove ist ein Ziegenfrischkäse, der nach dem Ort Le Rove in der Bergkette Chaîne de l’Estaque westlich von Marseille benannt ist. Die Milch stammt von Rove-Ziegen, die an ihren großen Hörnern erkennbar sind und Milch geben, die einen besonders hohen Fett- und Proteingehalt hat. Der Käse ist in der gesamten Provence und einigen angrenzenden Gebieten verbreitet. Gemäß Appellation d’Origine Contrôlée (AOC oder AOP – geschützte Ursprungsbezeichnung) darf die Herstellung in einem Teilbereich des Département Bouches-du-Rhône, sowie angrenzenden Gebieten des Département Vaucluse und des Département Var in insgesamt 131 Gemeinden erfolgen.
Die Ziegen werden traditionell in einer extensiven Waldweidewirtschaft gehalten, sie weiden mindestens 5 Stunden pro Tag und 261 Tage pro Jahr. Dabei ernähren sie sich unter anderem auch von Nadeln der Aleppo-Kiefer, den ledrigen und dornigen Blättern der Kermeseiche, Blättern und Eicheln der Steineiche und der Flaumeiche, den Gräsern von Waldwiesen und typischen Garrigue-Pflanzen wie Thymian, Rosmarin und Ginster. Die Ziegen dürfen nicht enthornt werden, die Hörner mit einer Spannweite von bis zu 120 Zentimetern unterstützen sie bei der Durchdringung dieser dichten Weideflächen. Zur Herstellung des Käses wird Ziegenvollmilch zunächst auf offener Flamme auf 85–95 °C erhitzt, dann wird abseits der Hitze bei 65–75 °C eine verdünnte Essiglösung aus weißem Branntweinessig zugesetzt und kontinuierlich gerührt. Dies geschieht ohne Zusatz von Lab. Die geronnene Milch steigt flockig an die Oberfläche, wird dort abgeschöpft und in kleine Einwegbecher (französisch faisselles) gegossen. Anschließend lässt man die Brousse noch abtropfen. Sie wird bei 4 °C gekühlt aufbewahrt und gelangt frisch im Becher in den Handel.
Der weiße Käse ist sehr fein und cremig, der Geschmack mild mit einem leicht säuerlichen Nachgeschmack. Die Form ist zylindrisch, 3 cm im Durchmesser und 12 cm lang, ein Käse wiegt etwa 50 g. Man kann ihn pur essen (mit etwas Salz oder Zucker), mit Orangenblütenwasser aromatisiert, man kann ihn anmachen beispielsweise mit Schnittlauch und Olivenöl oder man kann ihn in allen Kochrezepten verwenden, die Ziegenfrischkäse verlangen.
Das Verfahren, für die Brousse du Rove eine geschützte Herkunftsbezeichnung zu erhalten, durchlief seit 2011 die zuständigen Stellen. Am 21. März 2018 erhielt die Brousse du Rove den Status AOC vom Institut national de l’origine et de la qualité. Am 28. Mai 2020 wurde Eintragung als AOP veröffentlicht.
Frische Brousse du Rove aus Ziegenvollmilch ist nur wenig verbreitet und nur während der Laktationsperiode der Ziegen von Frühling bis Sommer erhältlich, im Dezember ist die Herstellung nicht erlaubt. Mit dem Chevrotin und dem Salers ist die Brousse einer von nur drei AOC-Käsen, die ausschließlich fermier erzeugt werden dürfen. Die wenigen verbliebenen Bauern, die den Käse in traditioneller Machart herstellen, sind in der Chaîne de l’Estaque ansässig. 2019 wurden von sieben Erzeugern 61.500 l Milch zu 289.600 Brousse verarbeitet, das entspricht ca. 15 Tonnen.